# Carsten Hölscher
Carsten Hölscher (* 21. Januar 1962 in Washington, D.C.) ist ein deutscher Diplomat. Seit August 2023 ist er Botschafter der Bundesrepublik Deutschland in Burundi und leitet als solcher die Botschaft Bujumbura.

## Leben und Laufbahn
Hölscher wurde am 21. Januar 1962 in Washington, D.C. geboren. Er ist verheiratet und hat fünf Kinder.
Im Jahr 1980 erlangte er die allgemeine Hochschulreife am Colégio Visconde de Porto Seguro in Sao Paulo, Brasilien. Von 1980 bis 1988 studierte er Rechtswissenschaft an der Ludwig-Maximilians-Universität in München und absolvierte das juristische Referendariat.
Von 1989 bis 1990 absolvierte er den Vorbereitungsdienst für den höheren auswärtigen Dienst in der Aus- und Fortbildungsstätte des Auswärtigen Amts in Bonn-Ippendorf.
Nach der Laufbahnprüfung führte ihn sein erster Auslandsposten an die Botschaft Kinshasa, Demokratische Republik Kongo. Im Jahr 1993 wurde er zurück in das Auswärtige Amt nach Bonn versetzt. Nach einer kurzen Standzeit als Referent wurde er 1995 als Stellvertreter des Generalkonsuls nach Toronto, Kanada, entsandt. Von dort aus folgte im Jahr 1998 seine Umsetzung an die Botschaft Neu Delhi, Indien.
Von 2003 bis 2007 wurde Hölscher erneut im Auswärtigen Amt, nach einem Jahr als Referent dann als stellvertretender Leiter des Referats für Südeuropa, eingesetzt.
Es folgte bis zum Jahr 2010 eine Verwendung an der Botschaft Addis Abeba, Äthiopien, woran sich bis zum Jahr 2013 ein Einsatz an der Botschaft Paris, Frankreich, anschloss.
Von 2013 bis 2019 wurde Hölscher erneut als stellvertretender Leiter eines Referats im Auswärtigen Amt, zunächst bis 2017 im Protokoll, dann im Referat für völkerrechtliche Verträge, verwendet.
Von 2019 bis 2023 war Hölscher in der Botschaft Athen, Griechenland, tätig.
Im August 2023 wurde Hölscher zum außerordentlichen und bevollmächtigten Botschafter in Burundi und Leiter der Botschaft Bujumbura bestellt.